# Canarische tjiftjaf
De Canarische tjiftjaf (Phylloscopus canariensis) is een zangvogel uit de familie Phylloscopidae. Deze soort werd vroeger beschouwd als ondersoort van de gewone tjiftjaf (P. collybita).

## Kenmerken
De vogel is net zo lang als de tjiftjaf, 10 tot 12 cm. De verschillen in het uiterlijk zijn zeer klein, de rug is meer groenig dan bruin, de wenkbrauwstreep loopt verder door naar het voorhoofd en van onder is de vogel wat geliger dan de gewone tjiftjaf. Het opvallendste verschil is de zang. Het strak ritmische zilp-zalp wordt afgewisseld met zangstrofes die soms lijken op de van de Cetti's zanger.

## Verspreiding en leefgebied
Deze soort is endemisch op de Canarische Eilanden (die staatkundig tot Spanje behoren). Het leefgebied bestaat uit bossen met ondergroei en gebieden met struikgewas.
De soort telt 2 ondersoorten:
- P. c. canariensis: de westelijke en centrale Canarische Eilanden.
- P. c. exsul: Lanzarote.

## Status
De grootte van de populatie wordt geschat op 20.000 tot 100.000 broedparen. Men veronderstelt dat de soort in aantal stabiel is. Om deze redenen staat de Canarische tjiftjaf als niet bedreigd op de Rode Lijst van de IUCN.